# Peer Pasternack
Peer Pasternack (* 1963 in Köthen) ist ein deutscher Sozialwissenschaftler und Zeithistoriker. Er ist Direktor des Instituts für Hochschulforschung (HoF) an der Universität Halle-Wittenberg.

## Leben
Peer Pasternack wuchs in Halle-Neustadt auf, absolvierte eine Fahrzeugschlosserlehre und war sechs Jahre Berufskraftfahrer. Im Jahre 1987 begann er ein Studium des Wissenschaftlichen Kommunismus an der Karl-Marx-Universität Leipzig. Von November 1989 bis 1995 fungierte er als Studierendensprecher im Studentenrat und Akademischen Senat der Universität. 1990/91 amtierte er als erster sächsischer Landesstudierendensprecher und war von 1991 bis 1994 Sprecher der ostdeutschen Konferenz der Studierendenschaften (KdS).
Seit 1991 ist Pasternack Herausgeber der Zeitschrift hochschule ost. leipziger beiträge zu hochschule & wissenschaft, die seit 2002 unter dem Titel die hochschule. journal für bildung und wissenschaft erscheint. 1992–1995 war er auch Ko-Geschäftsführer der Leipziger Universitätsverlag GmbH.
Sein Studium schloss Pasternack 1994 mit dem Diplom in Politikwissenschaft ab. 1998 promovierte er am Fachbereich Pädagogik der Carl von Ossietzky Universität Oldenburg bei Michael Daxner zum Dr. phil.
Von 1996 bis 2001 war Pasternack Hochschulforscher und Forschungskoordinator am Institut für Hochschulforschung (HoF) an der Universität Halle-Wittenberg, daneben 1997–2002 Lehrbeauftragter für Politikwissenschaft an der Universität Leipzig. Im Januar 2002 wurde er als parteiloser Experte zum Staatssekretär für Wissenschaft im Senat von Berlin berufen. Das Amt gab er Ende 2003 im Streit um weitere Einsparungen im Berliner Universitätssektor wieder auf. Er kehrte 2004 an das Institut für Hochschulforschung zurück, als dessen Forschungsdirektor bzw. Direktor er seither amtiert.
Im Jahr 2005 habilitierte er sich am Fachbereich Gesellschaftswissenschaften der Universität Kassel, betreut von Ulrich Teichler. Als Professor lehrt er am Institut für Soziologie der Universität Halle-Wittenberg. Pasternacks Arbeitsschwerpunkte sind Hochschulpolitikanalyse, Hochschulorganisation, Bildung und Wissenschaft in regionalen Kontexten sowie Wissenschaftszeitgeschichte. Darüber hinaus forscht er intensiv über die Geschichte der Universität Wittenberg. Sein Schwerpunkt liegt in der Ressourcenermittlung der Wittenberger literarischen Geisteslandschaft.

## Ehrungen und  Auszeichnungen
- 1995 Caspar-Borner-Medaille „für Verdienste um die Erneuerung der Universität Leipzig“.

## Buchpublikationen

### Sozialwissenschaftliche Arbeiten
Als Autor
- Geisteswissenschaften in Ostdeutschland 1995. Eine Inventur. Vergleichsstudie im Anschluß an die Untersuchung „Geisteswissenschaften in der ehem. DDR (Konstanz 1990)“. (PDF; 1017 kB) Leipziger Universitätsverlag, Leipzig 1996, ISBN 3-931922-16-2.
- mit Barbara M. Kehm: Hochschulentwicklung als Komplexitätsproblem. Fallstudien des Wandels. (PDF; 710 kB) Beltz Verlag, Weinheim/Basel 2001, ISBN 3-89271-933-0.
- Politik als Besuch. Ein wissenschaftspolitischer Feldreport aus Berlin. (PDF; 3,36 MB) UniversitätsVerlagWebler, Bielefeld 2005, ISBN 3-937026-40-1.
- mit Falk Bretschneider: Handwörterbuch der Hochschulreform (PDF; 858 kB), UniversitätsVerlagWebler, Bielefeld 2005, ISBN 3-937026-38-X.
- Qualität als Hochschulpolitik? Leistungsfähigkeit und Grenzen eines Policy-Ansatzes, Lemmens Verlag, Bonn 2006, ISBN 3-932306-74-0.
- mit Daniel Hechler: Hochschulorganisationsanalyse zwischen Forschung und Beratung, Institut für Hochschulforschung (HoF), Halle-Wittenberg 2012, ISBN 978-3-937573-29-8.
- mit Steffen Zierold: Überregional basierte Regionalität. Hochschulbeiträge zur Entwicklung demografisch herausgeforderter Regionen. Kommentierte Thesen, Institut für Hochschulforschung (HoF), Halle-Wittenberg 2014, ISBN 978-3-937573-43-4.
- mit Uwe Grelak: Die Bildungs-IBA. Bildung als Ressource im demografischen Wandel: Die Internationale Bauausstellung „Stadtumbau Sachsen-Anhalt 2010“, Akademische Verlagsanstalt, Leipzig 2014, ISBN 978-3-931982-86-7.
- Qualitätsstandards für Hochschulreformen. Eine Auswertung der deutschen Hochschulreformqualitäten in den letzten zwei Jahrzehnten, UniversitätsVerlagWebler, Bielefeld 2014, ISBN 3-937026-92-4, ISBN 978-3-937026-92-3
- Die Teilakademisierung der Frühpädagogik. Eine Zehnjahresbeobachtung, Akademische Verlagsanstalt, Leipzig 2015, ISBN 978-3-931982-96-6.
- mit Isabell Maue: Die BFI-Policy-Arena in der Schweiz. Akteurskonstellation in der Bildungs-, Forschungs- und Innovationspolitik, unt. Mitarb. v. Daniel Hechler, Tobias Kolasinski und Henning Schulze, BWV Berliner Wissenschafts-Verlag, Berlin 2016, ISBN 978-3-8305-3619-2
- 20 Jahre HoF. Das Institut für Hochschulforschung Halle-Wittenberg 1996–2016: Vorgeschichte – Entwicklung – Resultate, BWV – Berliner Wissenschafts-Verlag, Berlin 2016, ISBN 978-3-8305-3720-5.
- mit Justus Henke: Hochschulsystemfinanzierung. Wegweiser durch die Mittelströme, Institut für Hochschulforschung (HoF), Halle-Wittenberg 2017, ISBN 978-3-937573-58-8
- mit Justus Henke und Sarah Schmid: Mission, die dritte. Die Vielfalt jenseits hochschulischer Forschung und Lehre: Konzept und Kommunikation der Third Mission, BWV – Berliner Wissenschafts-Verlag, Berlin 2017, ISBN 978-3-8305-3799-1
- mit Benjamin Baumgarth, Anke Burkhardt, Sabine Paschke und Nurdin Thielemann: Drei Phasen. Die Debatte zur Qualitätsentwicklung in der Lehrerbildung, W. Bertelsmann Verlag, Bielefeld 2017, ISBN 978-3-7639-4381-4.
- mit Daniel Hechler und Justus Henke: Die Ideen der Universität. Hochschulkonzepte und hochschulrelevante Wissenschaftskonzepte, UniversitätsVerlagWebler, Bielefeld 2018, ISBN 978-3-946017-14-1
- mit Sebastian Schneider, Peggy Trautwein und Steffen Zierold: Die verwaltete Hochschulwelt. Reformen, Organisation, Digitalisierung und das wissenschaftliche Personal, BWV – Berliner Wissenschafts-Verlag, Berlin 2018, ISBN 978-3-8305-3898-1
- mit Daniel Hechler und Steffen Zierold: Wissenschancen der Nichtmetropolen. Wissenschaft und Stadtentwicklung in mittelgroßen Städten, BWV – Berliner Wissenschafts-Verlag, Berlin 2018, ISBN 978-3-8305-3706-9
- mit Daniel Hechler: Einszweivierpunktnull. Digitalisierung von Hochschule als Organisationsproblem (=die hochschule 1/2017), Institut für Hochschulforschung (HoF), Halle-Wittenberg 2017, Folge 1 , ISBN 978-3-937573-59-5; Folge 2 , ISBN 978-3-937573-61-8

Herausgeber
- (Hrsg.) IV. Hochschulreform. Wissenschaft und Hochschulen in Ostdeutschland 1989/90. Eine Retrospektive. Leipziger Universitätsverlag, Leipzig 1993, ISBN 3-929031-12-4.
- Hrsg. mit Jan-Hendrik Olbertz und Reinhard Kreckel: Qualität – Schlüsselfrage der Hochschulreform. (PDF; 1,67 MB) Beltz Verlag, Weinheim/Basel 2001, ISBN 3-89271-943-8.
- Hrsg. mit Falk Bretschneider: Akademische Rituale. Symbolische Praxis an Hochschulen. (PDF; 2,44 MB) Hochschule Ost, Leipzig 1999, ISBN 3-9806319-3-1.
- (Hrsg.) Flexibilisierung der Hochschulhaushalte. Handbuch für Personalräte und Gremienmitglieder. Schüren Verlag, Marburg 2001, ISBN 3-89472-179-0.
- (Hrsg.) Stabilisierungsfaktoren und Innovationsagenturen. Die ostdeutschen Hochschulen und die zweite Phase des Aufbau Ost. (PDF; 3,38 MB) Akademische Verlagsanstalt, Leipzig 2007, ISBN 978-3-931982-56-0.
- (Hrsg.) Relativ prosperierend. Sachsen, Sachsen-Anhalt und Thüringen: Die mitteldeutsche Region und ihre Hochschulen. Akademische Verlagsanstalt, Leipzig 2010, ISBN 978-3-931982-51-5.
- (Hrsg.) Hochschulen nach der Föderalismusreform. Akademische Verlagsanstalt, Leipzig 2011, ISBN 978-3-931982-67-6.
- (Hrsg.) Jenseits der Metropolen. Hochschulen in demografisch herausgeforderten Regionen, Akademische Verlagsanstalt, Leipzig 2013, ISBN 978-3-931982-83-6.
- Hrsg. mit Justus Henke und Steffen Zierold: Schaltzentralen der Regionalentwicklung. Hochschulen in Schrumpfungsregionen, Akademische Verlagsanstalt, Leipzig 2015, ISBN 978-3-931982-93-5.
- Hrsg. mit Michael Fritsch und Mirko Titze: Schrumpfende Regionen – dynamische Hochschulen. Hochschulstrategien im demografischen Wandel, Springer VS-Verlag, Wiesbaden 2015, ISBN 978-3-658-09123-1
- Hrsg. mit Matthias Mannhardt: Das Universitätssterben um 1800. Berliner Wissenschaftsverlag, Berlin 2024, ISBN 978-3-8305-5599-5.

### Zeithistorische Arbeiten
Als Autor
- „Demokratische Erneuerung“. Eine universitätsgeschichtliche Untersuchung des ostdeutschen Hochschulumbaus 1989–1995. Mit zwei Fallstudien: Universität Leipzig und Humboldt-Universität zu Berlin. (PDF; 1,39 MB) Beltz – Deutscher Studien Verlag, Weinheim 1999, ISBN 3-89271-894-6.
- Gelehrte DDR. Die DDR als Gegenstand der Lehre an deutschen Universitäten 1990–2000. (PDF; 2,4 MB) Unter Mitarb. v. A. Glück, J. Hüttmann, D. Lewin, S. Schmid und K. Schulze, Institut für Hochschulforschung, Wittenberg 2001, ISBN 3-89472-179-0.
- 177 Jahre. Zwischen Universitätsschließung und Gründung der Stiftung Leucorea: Wissenschaft und Höhere Bildung in Wittenberg 1817–1994 (PDF; 293 kB). Stiftung Leucorea, Wittenberg 2002, ISBN 3-933028-53-1.
- Wissenschaft und Hochschule in Osteuropa: Geschichte und Transformation. Bibliografische Dokumentation 1990–2005. (PDF; 1,13 MB) Institut für Hochschulforschung, Wittenberg 2005, ISBN 3-937573-04-6.
- Wissenschafts- und Hochschulgeschichte der SBZ, DDR und Ostdeutschlands 1945–2000 (PDF; 2,63 MB). Annotierte Bibliografie der Buchveröffentlichungen 1990–2005, CD-ROM-Edition. Unter Mitarbeit von Daniel Hechler, Institut für Hochschulforschung / Stiftung zur Aufarbeitung der SED-Diktatur, Wittenberg/Berlin 2006, ISBN 3-937573-08-9.
- mit Daniel Hechler: Traditionsbildung, Forschung und Arbeit am Image. Die ostdeutschen Hochschulen im Umgang mit ihrer Zeitgeschichte, Akademische Verlagsanstalt, Leipzig 2013, ISBN 978-3-931982-75-1
- 50 Jahre Streitfall Halle-Neustadt. Idee und Experiment. Lebensort und Provokation, Mitteldeutscher Verlag, Halle (Saale) 2014, ISBN 978-3-95462-287-0
- Akademische Medizin in der DDR. 25 Jahre Aufarbeitung 1990–2014, Akademische Verlagsanstalt, Leipzig 2015, ISBN 978-3-931982-92-8
- mit Daniel Hechler: Künstlerische Hochschulen in der DDR. 25 Jahre zeithistorische Aufklärung 1990–2015: Eine Auswertung mit bibliografischer Dokumentation, Akademische Verlagsanstalt, Leipzig 2015, ISBN 978-3-931982-99-7
- Die DDR-Gesellschaftswissenschaften post mortem: Ein Vierteljahrhundert Nachleben (1990–2015). Zwischenfazit und bibliografische Dokumentation, BWV Berliner Wissenschafts-Verlag, Berlin 2016, ISBN 978-3-8305-3620-8
- mit Uwe Grelak: Theologie im Sozialismus. Konfessionell gebundene Institutionen akademischer Bildung und Forschung in der DDR. Eine Gesamtübersicht, BWV – Berliner Wissenschafts-Verlag, Berlin 2016, ISBN 978-3-8305-3736-6
- Fünf Jahrzehnte, vier Institute, zwei Systeme. Das Zentralinstitut für Hochschulbildung Berlin (ZHB) und seine Kontexte 1964–2014, BWV – Berliner Wissenschaftsverlag, Berlin 2019, ISBN 978-3-8305-3951-3
- Von Campus- bis Industrieliteratur. Eine literarische DDR-Wissenschaftsgeschichte, Tectum Verlag, Baden-Baden 2024, ISBN 978-3-8288-4926-6.

Herausgeber
- (Hrsg.) Hochschule & Kirche. Theologie & Politik. Besichtigung eines Beziehungsgeflechts in der DDR. (PDF; 1,33 MB) Edition Berliner Debatte, Berlin 1996, ISBN 3-929666-27-8.
- (Hrsg.) Eine nachholende Debatte. Der innerdeutsche Philosophenstreit 1996/97. (PDF; 2,33 MB) Hochschule Ost, Leipzig 1998, ISBN 3-9806319-0-7.
- Hrsg. mit Monika Gibas: Sozialistisch behaust & bekunstet. Hochschulen und ihre Bauten in der DDR. (PDF; 694 kB) Leipziger Universitätsverlag, Leipzig 1999, ISBN 3-933240-32-8.
- Hrsg. mit Thomas Neie: stud. ost 1989–1999. Wandel von Lebenswelt und Engagement der Studierenden in Ostdeutschland (PDF; 681 kB). Hrsg. unter Mitarbeit von Ralph Meder. Akademische Verlagsanstalt, Leipzig 2000, ISBN 3-931982-21-1.
- (Hrsg.) DDR-bezogene Hochschulforschung. Eine thematische Eröffnungsbilanz aus dem HoF Wittenberg. (PDF; 943 kB) Beltz Verlag, Weinheim/Basel 2001, ISBN 3-89271-934-9.
- Hrsg. mit Jens Hüttmann, Ulrich Mählert: DDR-Geschichte vermitteln. Ansätze und Erfahrungen in Unterricht, Hochschullehre und politischer Bildung. (PDF; 3,04 MB) Metropol-Verlag, Berlin 2004, ISBN 3-936411-50-6.
- Hrsg. mit Jens Hüttmann: Wissensspuren. Bildung und Wissenschaft in Wittenberg nach 1945 (PDF; 8,7 MB). Drei-Kastanien-Verlag, Wittenberg 2004, ISBN 3-933028-85-X.
- Hrsg. mit Daniel Hechler, Jens Hüttmann, Ulrich Mählert: Promovieren zur deutsch-deutschen Zeitgeschichte. Handbuch, Metropol Verlag, Berlin 2009, ISBN 978-3-940938-40-4.
- Hrsg. mit Reinhold Sackmann: Vier Anläufe: Soziologie an der Universität Halle-Wittenberg. Bausteine zur lokalen Biografie des Fachs vom Ende des 19. bis zum Beginn des 21. Jahrhunderts, Mitteldeutscher Verlag, Halle (Saale) 2013, ISBN 978-3-95462-070-8
- (Hrsg.) Kurz vor der Gegenwart. 20 Jahre zeitgeschichtliche Aktivitäten am Institut für Hochschulforschung Halle-Wittenberg (HoF) 1996–2016, BWV – Berliner Wissenschafts-Verlag, Berlin 2017, ISBN 978-3-8305-3796-0